# Ji Ling
Ji Ling (?-199) era um oficial que serviu sob Yuan Shu. Historicamente, muito pouco se sabe sobre ele. Talvez tudo o que ele fez foi historicamente conduzir varios ataque contra Liu Bei. Esses ataques, no entanto, acabaram sendo em vão porque as forças de Liu Bei eram superiores e ele tinham melhores generais (Zhang Fei e Guan Yu, irmãos jurados) o grande Ma Chao além do estrategista Zhuge Liang.
Existem em  poucas fontes históricas relatos que ele morreu em uma das batalhas por Zhang Fei no ano de 199.